# Jan Kooistra (Friese dichter)
Jan Kooistra (Wouterswoude, 15 februari 1959) is een Fries dichter en docent Nederlands, woonachtig in Anloo (Drenthe). Hij is geboren en getogen in Wouterswoude. Na de middelbare school volgde hij de opleiding voor onderwijzer aan de Pedagogische Academie in Dokkum. Na deze opleiding studeerde hij Nederlands in Leeuwarden en Groningen.
Kooistra kreeg in 1980 enige bekendheid met het gedicht ‘Himpen yn de simmerreen’ in ‘De strijd om de gouden lier’, een tv-uitzending van de finale van het Nationaal Concours Zondagsdichters georganiseerd door het CPNB om het honderdjarig bestaan te vieren. De jury was de Friese taal niet meester en kon het gedicht niet goed beoordelen. De ‘winnaar van de Friese landstreek’ kreeg daarom een eervolle vermelding.
Kooistra debuteerde in het literaire tijdschrift Hjir waar hij van 1983 tot 1998 deel uitmaakte van de redactie. Hij publiceerde verder onder andere in de Fryske Skriuwerskalinder, Operaesje Fers en Literair Akkoord. Sinds 2018 is hij lid van het Frysk dichterskollektyf Rixt en zijn er gedichten van hem op deze website te vinden. Ook publiceert hij nog in het Friese tijdschrift Ensafh.
De gedichten in zijn eerste bundels zijn nog geschreven in het Woudfries. Later schakelde Kooistra over in het standaardfries. Zijn gedichten zijn veelal klankrijk en ritmisch en gaan over thema’s als liefde, verlangen en menselijk tekort, vaak gecombineerd met de natuur en de seizoenen.
De titel ‘Jij bent zacht als zomerregen’ van een bloemlezing met als ondertitel ‘De mooiste Friese liefdesgedichten’ komt uit Kooistra’s sonnet ‘Himpen yn de simmerreen’.

## Werken
- 1981 - Ballads (De hynsteblom, bibliofiele uitgave)
- 1984 - De sulveren apels fan de moanne (Koperative Utjowerij)
- 1992 - Dame fan myn dagen (Hispel)
- 1998 - Gershipper (Koperative Utjowerij)
- 2013 - Blues fan 'e sângrûn (Wijdemeer)

## Prijzen
- 1995 - Rely Jorritsmapriis voor De komst fan Romeo
- 1996 - Rely Jorritsmapriis voor De dei fan de gershipper